# Hüseyin Altin
Hüseyin Altin (Denizli, 1944) is een Duitse beeldhouwer en kunstpedagoog.

## Leven en werk
Altin werd geboren in de stad Denizli in de gelijknamige Turkse provincie. Hij ging in 1967 naar Duitsland en studeerde van 1967 tot 1973 beeldhouwkunst aan de Staatliche Akademie der Bildende Künste Stuttgart. Altin kreeg in 1978 de Duitse nationaliteit. Hij had van 1979 tot 1981 een beurs van de Kunststiftung Baden-Württemberg en verbleef van 1981 tot 1982 met een stipendium in de Cité Internationale des Arts in Parijs.
Hüseyin nam in 1985 deel aan een beeldhouwersymposium in Heilbronn, in 1987 in Schorndorf en in 1988 met onder anderen Werner Pokorny, Klaus Simon en Timm Ulrichs in Ettlingen. In 1997 kreeg hij de Erich-Heckel-Preis van de Künstlerbund Baden-Württemberg.
De kunstenaar woont en werkt in Urbach. Hij was van 1975 tot 2000 kunstpedagoog aan het Staufer-Gymnasium in Waiblingen en van 2000 tot 2006 aan het Max-Planck-Gymnasium in Schorndorf.

## Werken (selectie)
- Brunnen (1985)[1], Bürgerzentrum in Waiblingen
- Ohne Titel (1986), Sporthalle Bebelstraße in Stuutgart
- Fortschnittschritt (1987), Skulpturen-Rundgang Schorndorf in Schorndorf
- Intra Muros II (1988), Rohrer Park in Stuttgart-Rohr
- Intra Muros (1991), Kreisbau Mayennerstraße in Waiblingen
- Skulptur/Brunnen (1993), Rathaus Rommelshausen in Kernen im Remstal
- Brunnen (Denkmal Widerstand gegen den Nazionalsozialismus) (1995), Eugen-Bolz-Platz in Rottenburg am Neckar - verwijderd in 2005
- Ohne Titel (1996), KUNSTdünger Rottweil in Rottweil
- Brunnen, Markt in Gärtringen
- Intra Muros (2002), Kliniken Bunsenstraße in Böblingen

## Fotogalerij

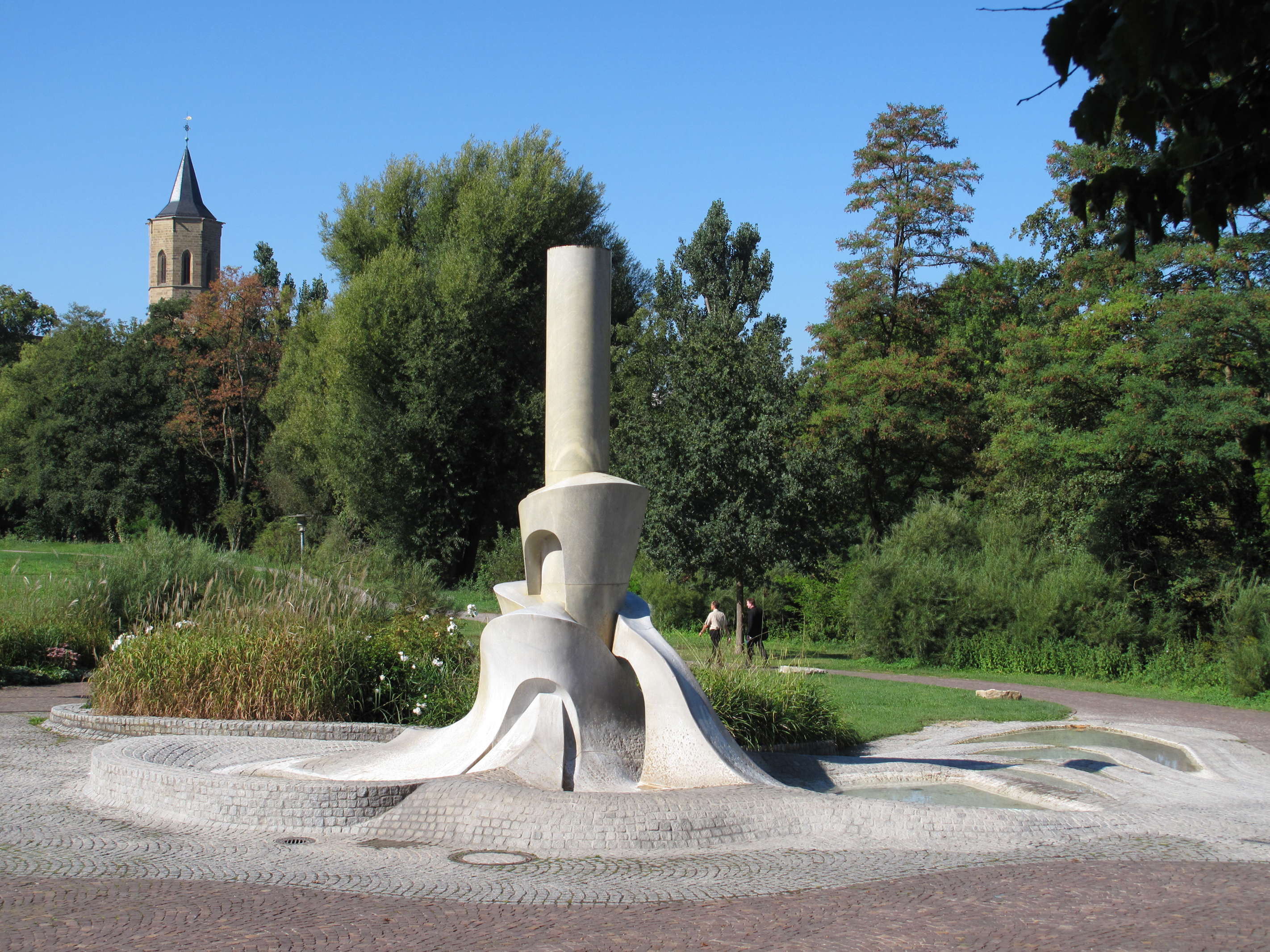
Brunnen (1985), Waiblingen
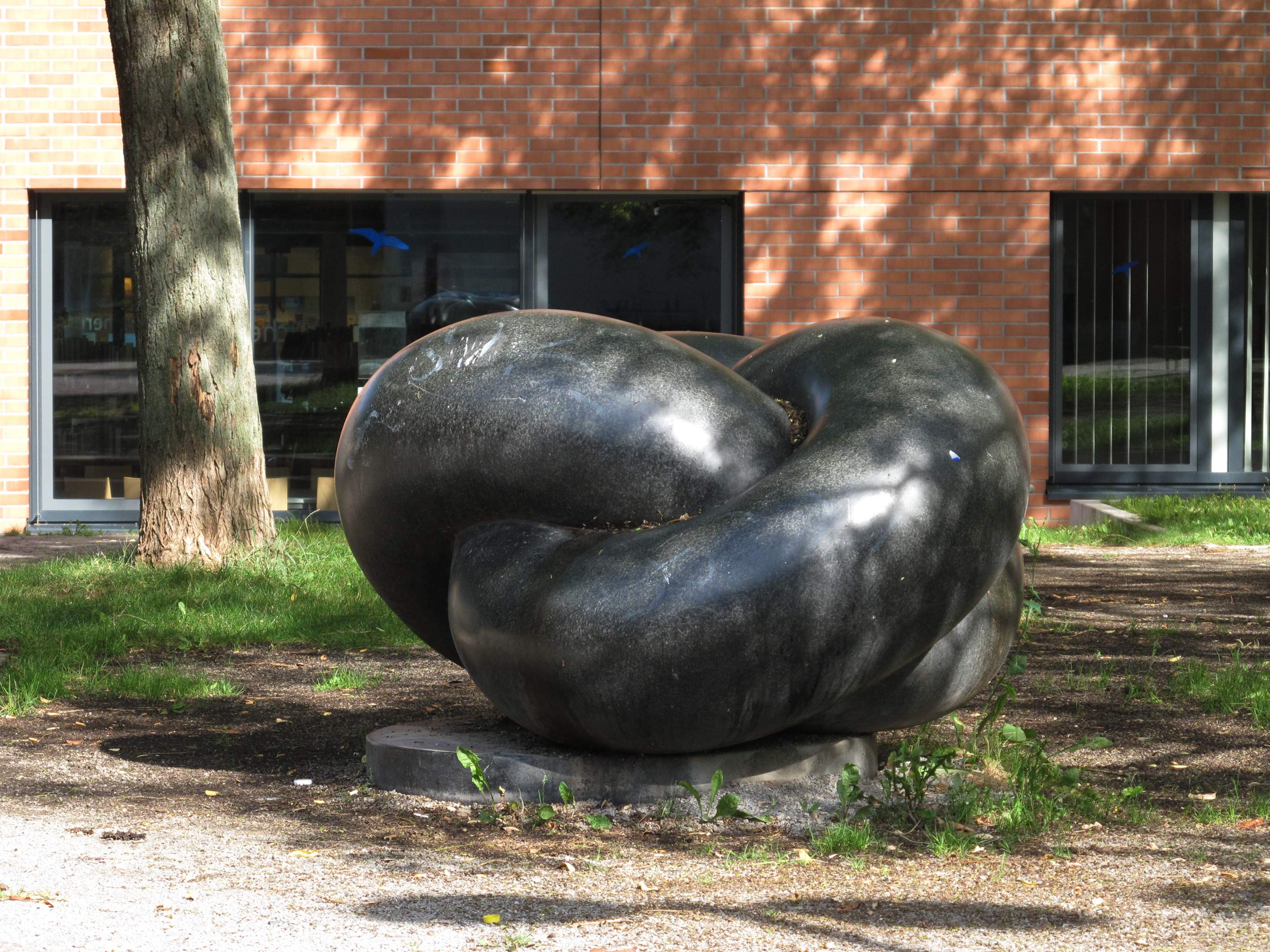
Ohne Titel (1986), Stuttgart
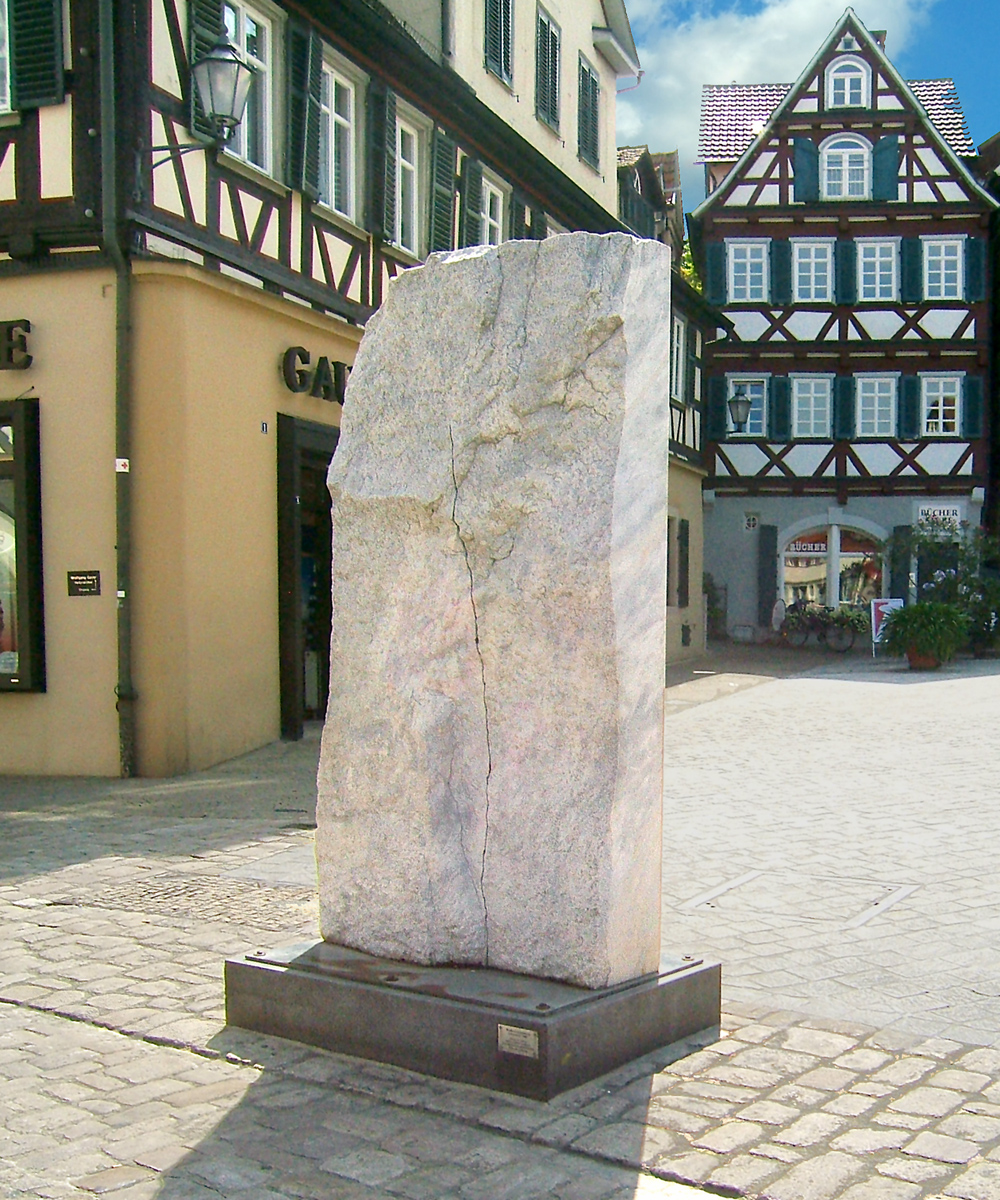
Fortschnittschritt, (1987), Schorndorf
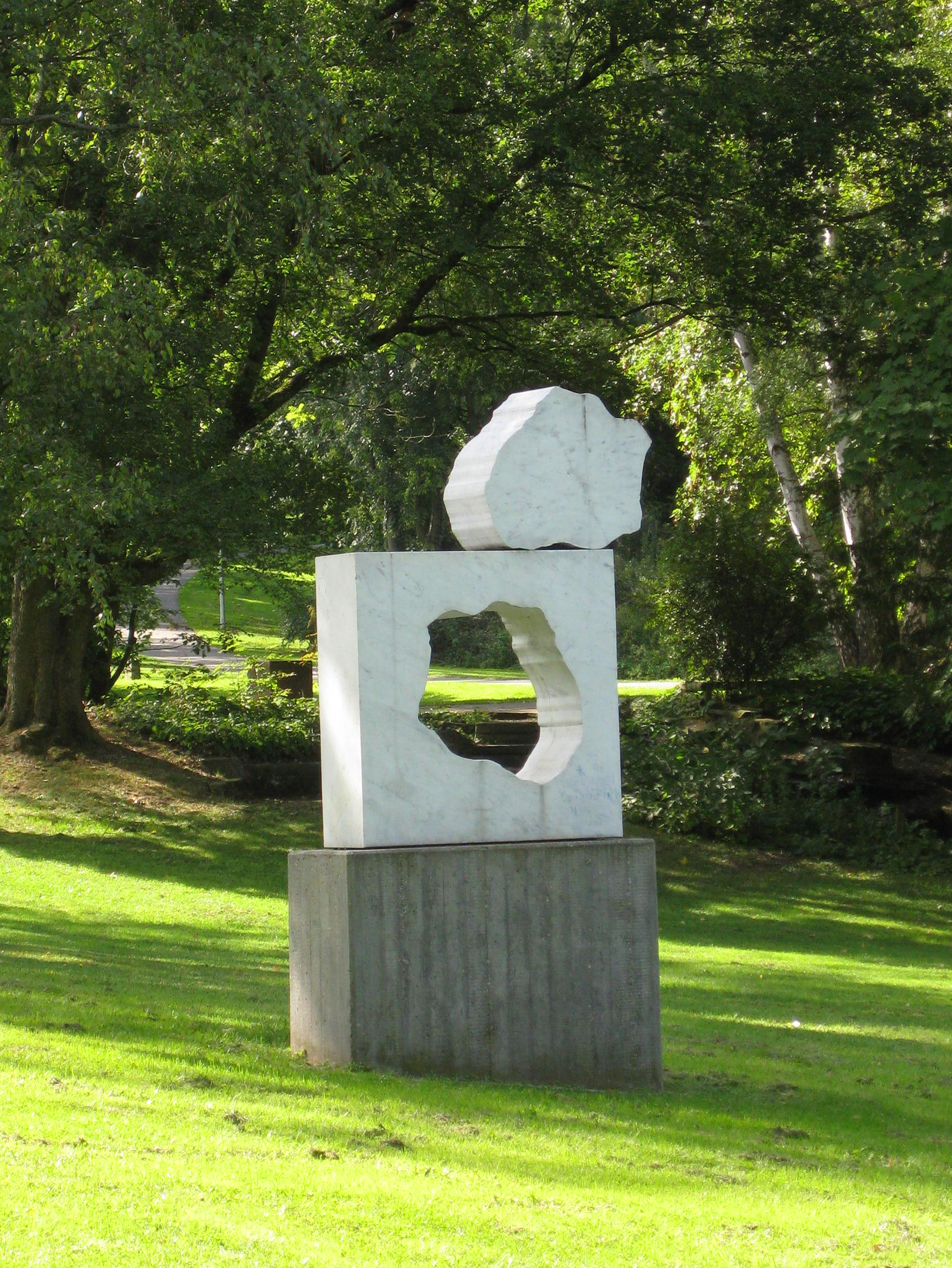
Intra Muros II (1988), Stuttgart
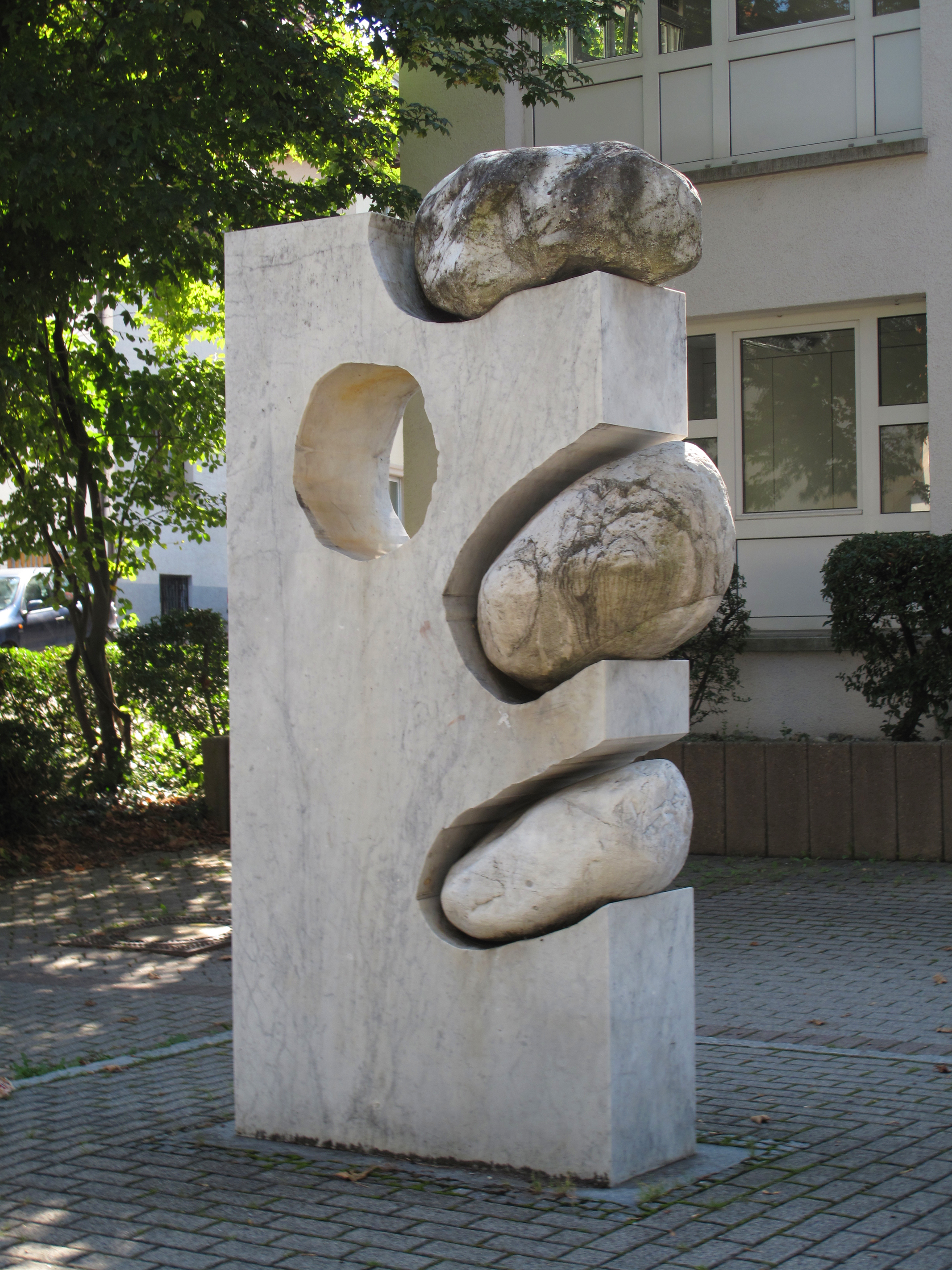
Intra Muros (1991), Waiblingen
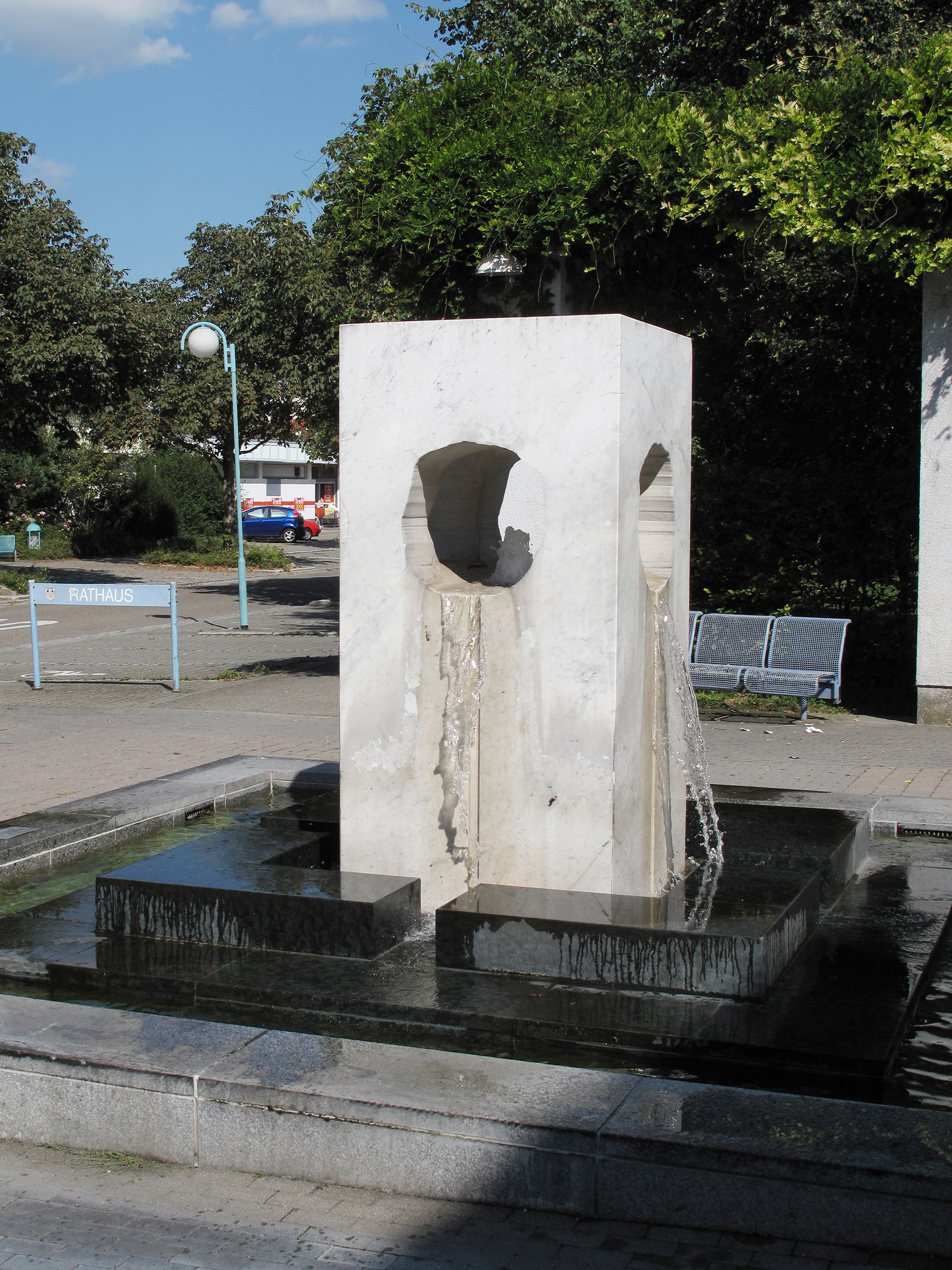
Skulptur/Brunnen (1993), Kernen im Remstal
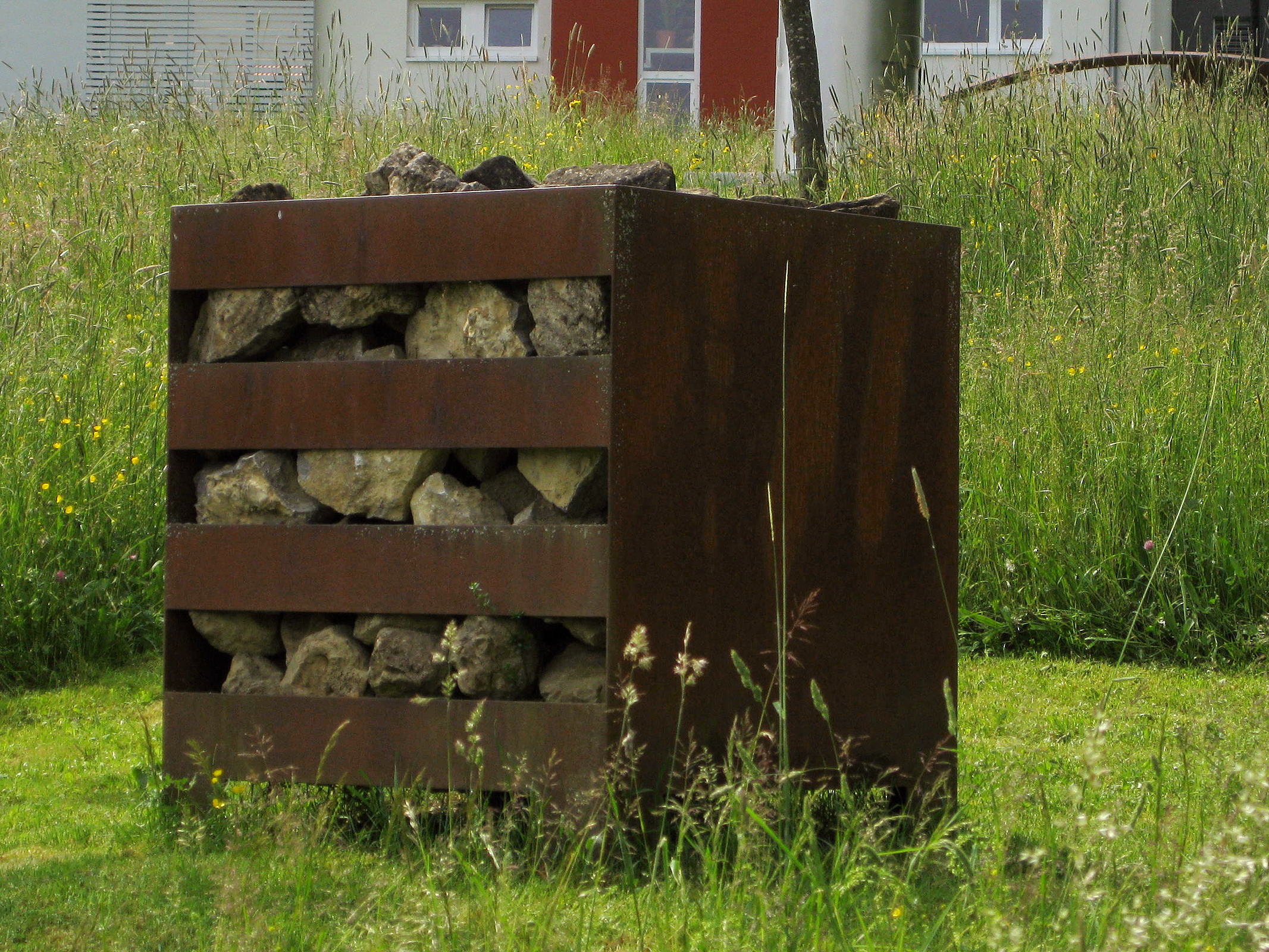
Ohne Titel (1996), Rottweil
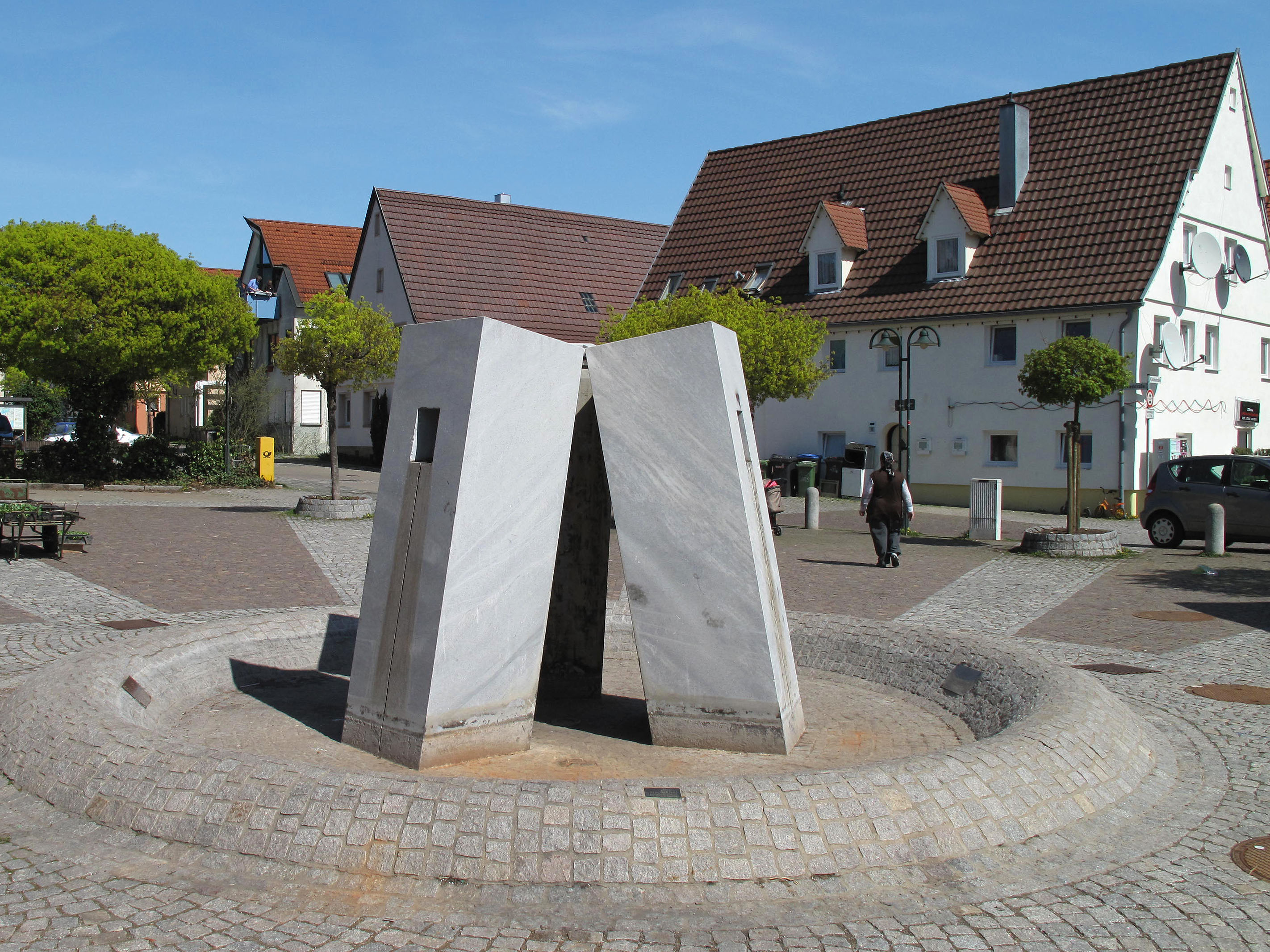
Brunnen, Gärtringen
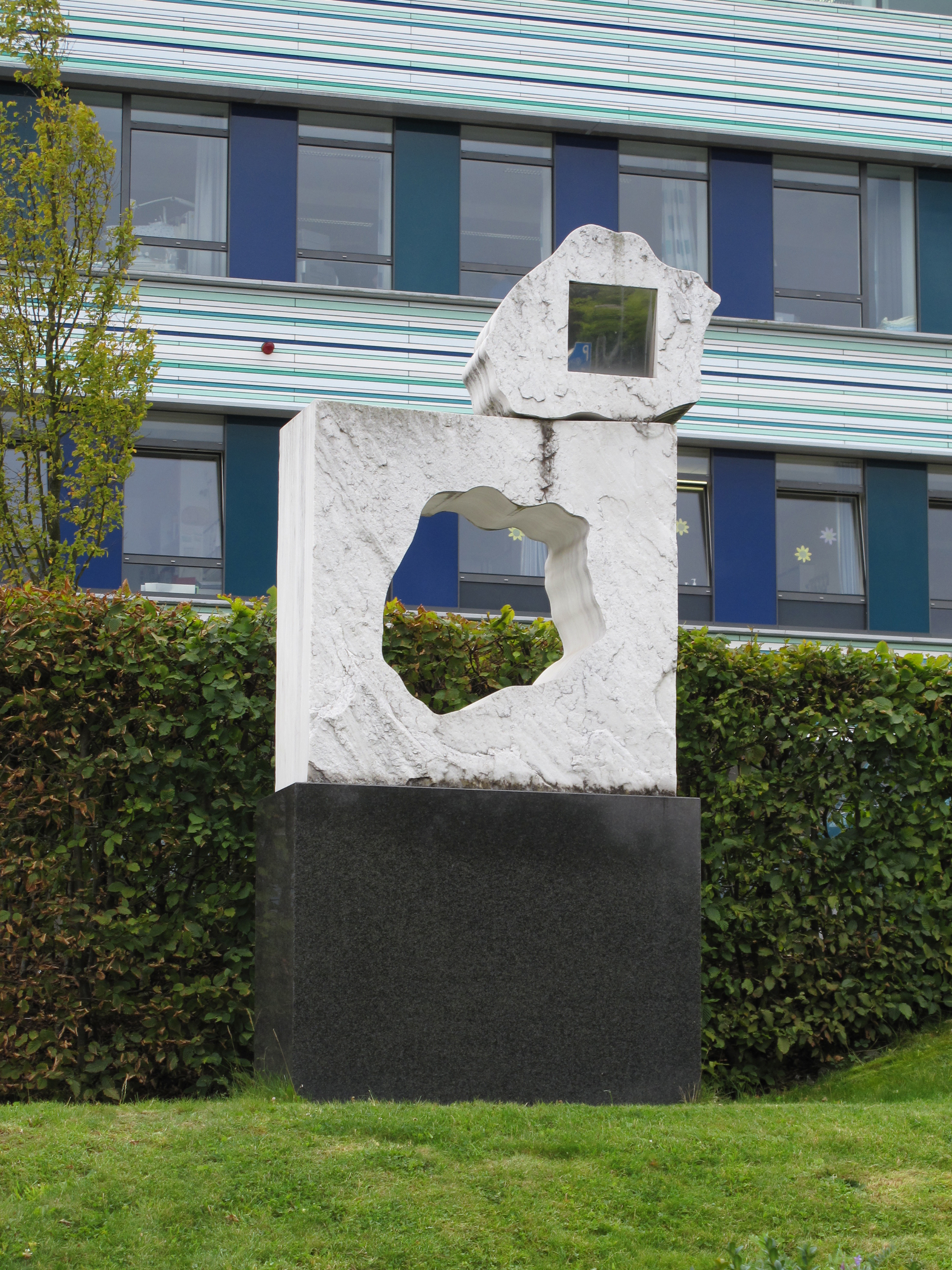
Intra Muros, Böblingen